# 彼德拉斯戈爾達斯 (拉平塔達區)
彼德拉斯戈爾達斯（西班牙語：Piedras Gordas），是巴拿馬的城鎮，位於該國中部，由科克萊省的拉平塔達區負責管轄，面積137.8平方公里，海拔高度397米，2010年人口4,164，人口密度每平方公里30.2人。